# Marino Laziale
Marino Laziale (wł. Stazione di Marino Laziale) – stacja kolejowa w Marino, w regionie Lacjum, we Włoszech. Znajdują się tu 2 perony. Położona jest pomiędzy Pantanella i Castel Gandolfo. Według klasyfikacji RFI ma kategorię srebrną.